# Liste deutscher Bezeichnungen tansanischer Orte

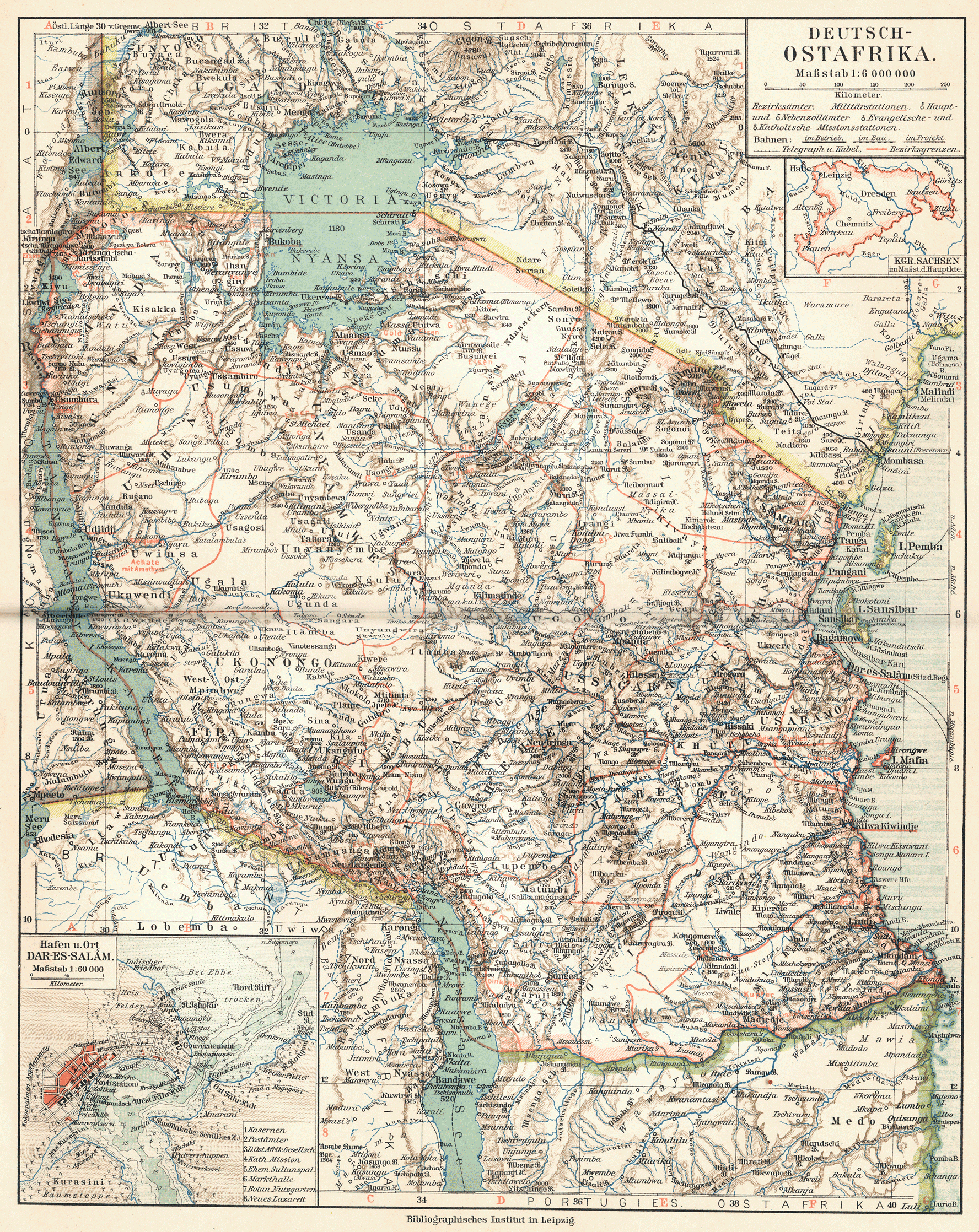
Karte mit kolonialen Ortsnamen Deutsch-Ostafrikas (um 1905)

Deutsche Ortsnamensbezeichnungen im heutigen Tansania entstanden während der Kolonialzeit, als Tanganjika zusammen mit Burundi, Ruanda und dem Kionga-Dreieck 1885–1918 Teil der deutschen Kolonie Deutsch-Ostafrika war.

## A
- Alt-Iringa: Iringa
- Alt-Langenburg: Lumbira
- Alt Wangemannshöhe: am Hügel Pipayika, im Kondeland[1] südlich des heutigen Tukuyu.

## B
- Bergfrieden: Mibirizi
- Bismarckburg: Kasanga

## C
- Credner-Gletscher: Credner Glacier

## D
- Deutsch-Ikomba: ?
- Deutschenhof: Lewa

## E
- Elmarau: Ikoma
- Eltz-Hafen: Mangoli
- Emmaberg: Uhanyana

## F
- Fischerstadt: Rombo
- Friedberg: Nyakanazi
- Friedenstal: Kihurio
- Furtwängler-Gletscher: Furtwängler Glacier

## G
- Gottorp: Uvinza
- Groß-Aruscha: Arusha
- Drygalski-Gletscher: Drygalski Glacier

## H
- Hoffnungshöhe: Kisarawe
- Hohenfriedeberg: Mlalo
- Hohenlohesee: Lake Eyasi

## K
- Kaiseraue: Kazimzumbwi
- Kaiser-Wilhelm-Spitze: Uhuru Peak
- Kirondatal: Shelui
- Klein-Aruscha: Arusha ya Chini
- Köthersheim: Mbuyu wa Jerumani
- Kibohöhe: Kibohehe

## L
- Leudorf: Leganga
- Luisenfelde: ?

## M
- Mariahilf: Igulwa
- Marienberg: Kashozi[2]
- Marienheim: Bujumbura
- Marienthal: Ushetu
- Milow: Milo
- Muansa: Mwanza

## N
- Neu-Bethel: Mnazi
- Neu-Bonn: Mikese
- Neu-Cöln: Gare
- Neu-Hanerau: Mwalogwabagole
- Neu-Hornow: Shume[3]
- Neu-Iringa: Iringa
- Neu-Langenburg: Tukuyu
- Neu-Moschi: Moshi
- Neu-Trier: ?
- Neu-Utengele: Utengele
- Neu-Wangemannshöhe: Itete

## P
- Peterswerft: Nansio

## R
- Rau: Kahe
- Rebmann-Gletscher: Rebmann Glacier

## S
- Sachsenwald: Kiwalani
- Salzsee: Balangida (Gewässer)
- Sankt Bonifaz: Mkulwe
- Sankt Michael: Saint Michael
- Sankt Moritz: Galula
- Sphinxhafen: Liuli
- Station Udschidschi: Ujiji
- Stuhlmann-Golf: Stuhlmann Sound

## W
- Wangemannshöhe: Kipangamansi
- Wiedhafen: Manda
- Wilhelmstal: Lushoto
- Wissmannhafen: Kala